# Lugnasad
Lughnasadh ("bodas de Lug", dios solar de la mitología céltica) es una festividad gaélica celebrada el 1 de agosto, durante la época de maduración de la cosecha local de bayas, o durante el segundo plenilunio después del Solsticio de Verano que es el que se encuentra cerca del punto medio entre el solsticio de verano y el equinoccio de otoño. En otras zonas anglosajonas la misma festividad es conocida con el nombre de Lammas.
En los movimientos de resurgimiento céltico y neopagano (wicca), se celebra el Lugnasad o Lammas.

## Antigua celebración
Lugnasad fue uno de los cuatro festivales mayores del calendario medieval irlandés. Imbolc al comienzo de febrero, Beltane el 1 de mayo, Lughnasadh en agosto y Samhain en octubre. El temprano calendario celta estaba basado en los ciclos de la Luna, el Sol y la vegetación, por lo que las fechas del calendario actual son variables. Lughnasadh marca el comienzo de la época de la cosecha, la maduración de las primeras frutas, y fue tradicionalmente un tiempo de reunión de la comunidad, ferias, carreras de caballos y reuniones con familiares y amistades distantes. Entre los irlandeses este fue un tiempo favorito para "handfastings" (bodas) - matrimonios de prueba que duraban generalmente un año y un día, con la opción de finalizar el contrato antes del nuevo año o formalizarlo como un matrimonio más permanente.
En la mitología del pueblo celta, Lughnasadh fue comenzado por el dios Lugh, como una fiesta funeraria y juegos conmemorando su madre adoptiva, Tailtiu, quien murió de agotamiento después de despejar las llanuras irlandesas para la agricultura. La primera ubicación de la Áenach Tailteann fue en un sitio del moderno Teltown, localizado entre Navan y Kells. Históricamente la celebración de Áenach Tailteann fue un momento de competencias de fuerza y de habilidad, y de matrimonios. Durante el festival se declaró la paz y se hicieron celebraciones religiosas. Un festival de Lughnasadh similar se hizo en Carmun (cuya localización exacta está en disputa). Carmun se cree que fue una diosa de los celtas con una historia similar a Tailtiu.
Un festival equivalente a Lughnasadh puede haber sido observado por los galos. Durante el reinado de César Augusto, los romanos instituyeron una celebración el 1 de agosto al genio del emperador en Lyon, un lugar que se cree puede haber sido nombrado para el dios celta Lugh.

## Celebración moderna
En tierra firme del continente europeo y en Irlanda, muchas personas continúan celebrando esta festividad con fuego y baile. La iglesia cristiana ha establecido el ritual de bendecir los campos en este día. Algunas familias de la diáspora irlandesa todavía eligen agosto como la época tradicional para las reuniones familiares y fiestas, aunque por los horarios de trabajo modernos a veces esto tiene que ser movido para el 4 de julio, fiesta de independencia de la república en Estados Unidos.
El 1 de agosto, día nacional de Suiza, es tradicional celebrarlo con fuegos. Esta celebración puede tener raíces en las celebraciones de Lughnasadh de Helvetii, pueblo céltico de la Era del Hierro que vivió en lo que hoy es Suiza. En el norte de Italia, en Canzo, las tradiciones de Lughnasadh todavía están incorporadas a las modernas celebraciones del 1 de agosto.
El patrón de España tradicionalmente ha sido Santiago de Compostela, hasta hace unos años festivo nacional, es la fiesta mayor de Galicia y de muchas localidades colindantes al Camino de Santiago desde Navarra, pasando por La Rioja, Castilla (Burgos, Palencia) y León hasta llegar a Galicia. Se celebra el 25 de julio y es una festividad de gran calado que corresponde con una cristianización de la antigua fiesta celta del Lugnasad. Santiago fue declarado protector del reino ya que según la tradición  "ayudó a los cristianos a derrotar a los moros en mil batallas" se les suele representar sobre un caballo blanco derrotando a los árabes.

## Etimología
En el antiguo irlandés el nombre del festival fue escrito de varias maneras con el tiempo: Lughnasa, Lughnasad y Lughnassadh.
En el irlandés moderno el mes de agosto es llamado Lúnasa, con el festival mismo siendo llamado Lá Lúnasa. En el moderno gaélico escocés (Gàidhlig) el nombre del festival es Lùnasdal o Lùnastal. En galo el festival era llamado Lugunassatis y en galés Calan Awst.

## Neopaganismo
Lughnasadh es celebrado entre los neopaganos de diversas maneras y con diferentes nombres. Como las formas de paganismo pueden ser totalmente diferentes y tener diferentes orígenes, estas representaciones pueden variar considerablemente pese al nombre común. Algunos lo celebran de una manera lo más cerca posible de como lo celebraban los antiguos celtas y las culturas célticas modernas han mantenido las tradiciones. Otros celebran la festividad con rituales tomados de numerosas otras fuentes y la cultura celta es sólo una de ellas.

### Reconstruccionismo celta
Como otras tradiciones reconstruccionistas, los recontruccionistas celtas ponen énfasis en la fidelidad histórica y basan sus celebraciones y rituales en la tradición de las culturas célticas de hoy, así como en la investigación de las antiguas creencias politeístas de los celtas. Los paganos reconstruccionistas celtas tienden a celebrar Lughnasadh en el tiempo de las primeras frutas o durante el plenilunio que cae cerca de esas fechas. En el área noreste de Estados Unidos, este es a menudo el tiempo de la cosecha de moras, mientras que en el Pacífico noroeste las moras son a menudo el festival de las frutas.
Para el reconstruccionismo celta, Lá Lúnasa es el momento para dar gracias a los espíritus y las deidades por el comienzo de la temporada de cosechas y para propiciar con ofrendas y oraciones que no se dañen las cosechas que todavía maduran. El Dios Lugh es honrado por muchos en este tiempo, como una deidad de tormentas y luz, especialmente de las tormentas del verano tardío. No obstante, una lluvia suave el día del festival es visto como Su presencia y la concesión de bendiciones. Muchos reconstruccionistas celtas honran a la Diosa Tailitu este día.

### Wicca
En Wicca, Lughnasadh es una de las ocho grandes fiestas de la Rueda del Año. Es la primera de los tres festivales de cosechas, siendo las otras dos Mabon y Samhain. Algunos paganos marcan el festival horneando una figura del Dios en pan. Estas celebraciones no son basadas en la cultura celta aunque lleven su nombre. 
Algunos wiccanos y otros neopaganos usan el nombre de Lammas para este Sabbat tomado de la festividad anglosajona que se celebra el mismo día. Este es un festival agrícola de dar gracias a los dioses por las cosechas. Los wiccanos y otros neopaganos eclécticos pueden incorporar elementos de ambos festivales y de la Pachamama Raymi y el Día de la Pachamama.